# واغوهاس
واغوهاس (به ارمنی: Վաղուհաս) یک منطقهٔ مسکونی در جمهوری آرتساخ است که در استان مارتاکرت واقع شده‌است. واغوهاس ۶۳۸ نفر جمعیت دارد.

## نگارخانه

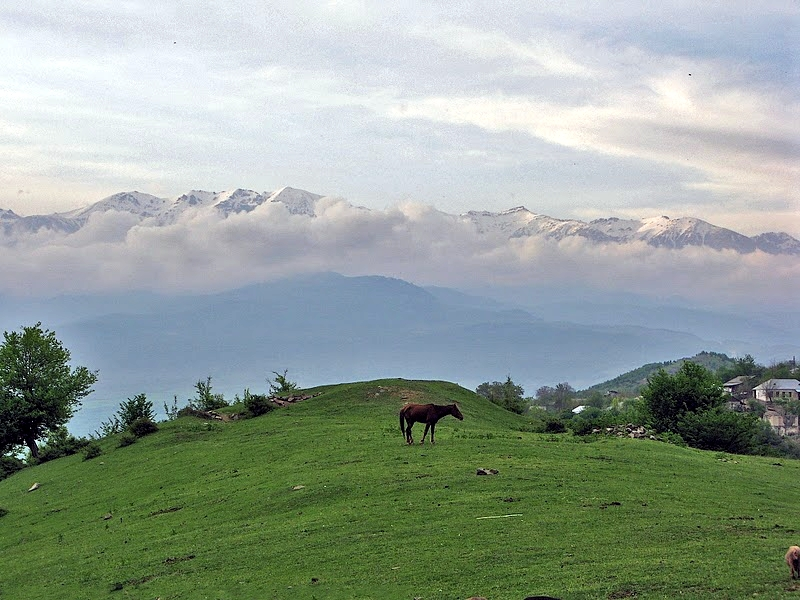
نمایی از پیرامون واغوهاس
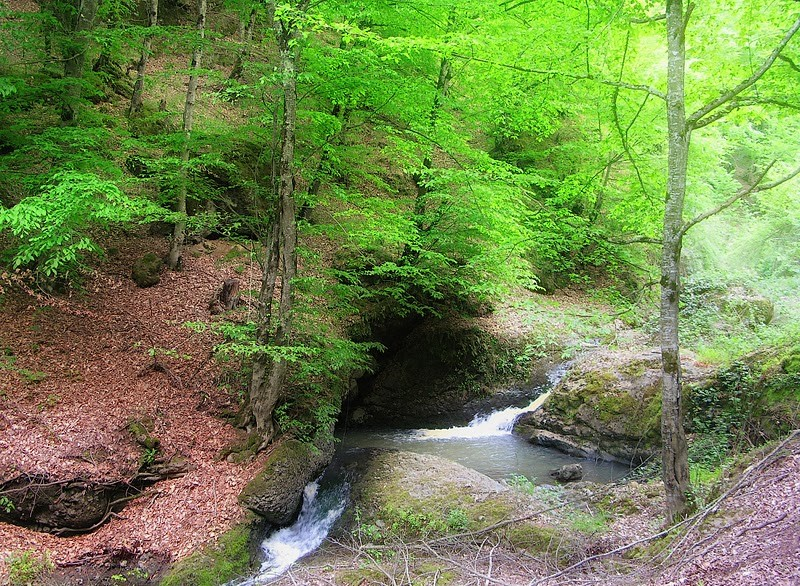
جنگل‌های پیرامون واغوهاس
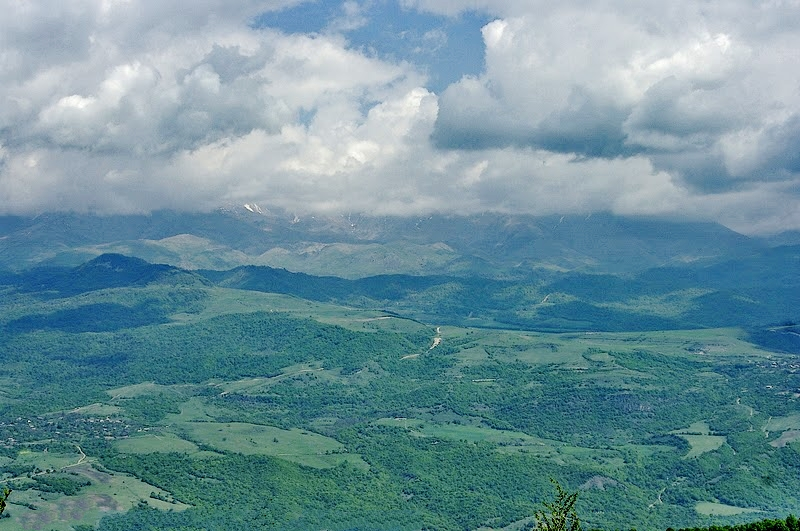
نمایی از واغوهاس
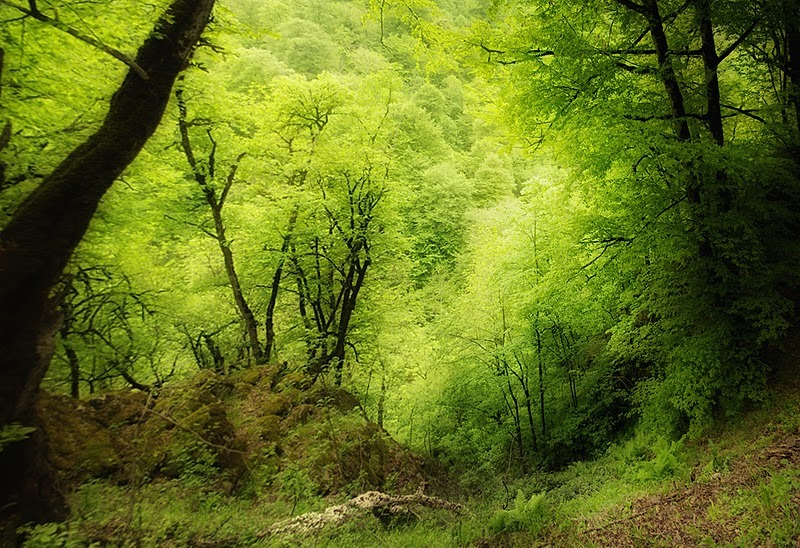
جنگل‌های پیرامون واغوهاس
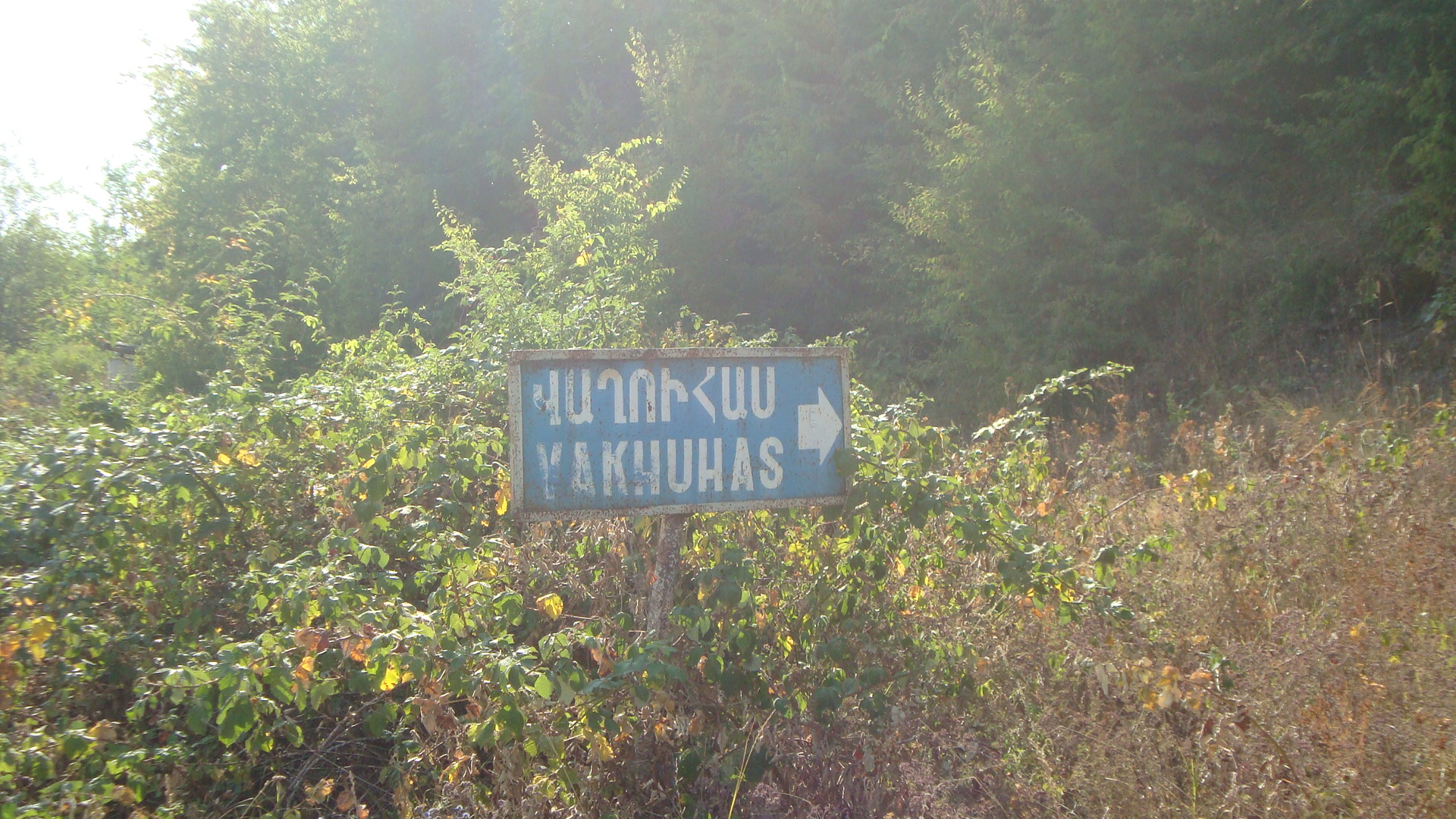
تابلوی نشانی واغوهاس
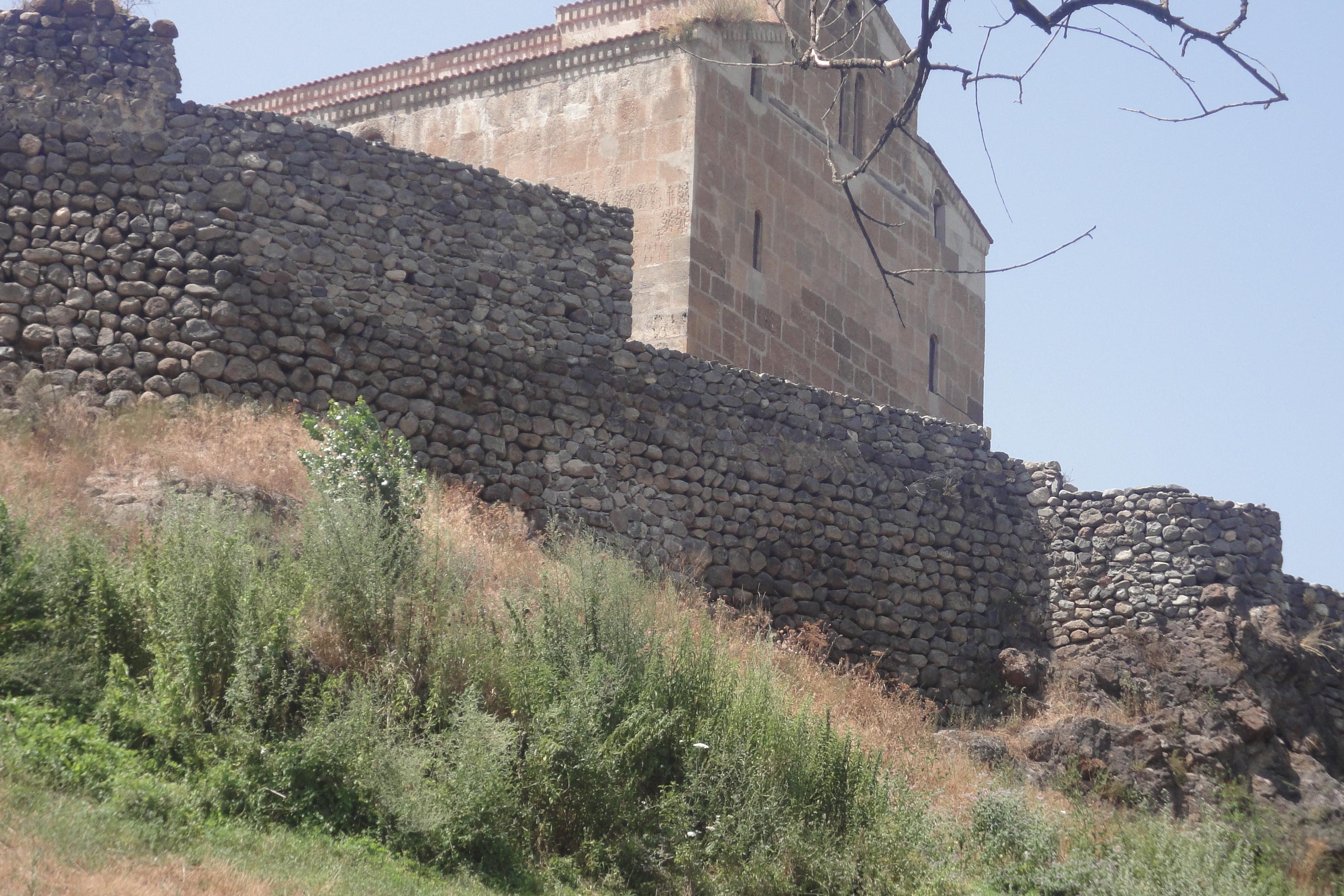